# جایزه اینشتین (انجمن فیزیک آمریکا)
جایزه اینشتین جایزه‌ای است که هر دو سال یک بار و در سال‌های فرد، به دست‌آوردهای استثنایی در زمینه فیزیک گرانش اهدا می‌شود. این جایزه به نام آلبرت اینشتین، مطرح کنندهٔ نظریه‌های نسبیت خاص و نسبیت عام نام گذاری شده‌است. مبلغ این جایزه ۱۰٬۰۰۰ دلار است و دریافت‌کننده یک گواهی که در آن دست‌آورد وی نوشته شده‌است و نیز یک دعوت نامه برای شرکت در مراسم و سخنرانی دریافت می‌کند.
این جایزه در سال ۱۹۹۹ توسط انجمن فیزیک آمریکا پایه‌گذاری گردید.

## دریافت کنندگان
- ۱۹۹۳ علی جوان[۲]
- ۲۰۰۳ جان ویلر - پیتر برگمن
- ۲۰۰۵ برایس دویت
- ۲۰۰۷ رینر ویِس - رونالد درِوِر
- ۲۰۰۹ جیمز هارتل
- ۲۰۱۱ ازرا نیومن
- ۲۰۱۳ اروین شاپیرو[۳]
- ۲۰۱۵ یاکوب بکنشتاین[۴]